# Rosidae
Rosidae is een botanische naam in de rang van onderklasse, gevormd uit de familienaam Rosaceae.
Het Cronquist-systeem (1981) gebruikte deze naam voor een van de zes hoofdgroepen in de tweezaadlobbigen, als volgt omschreven:
Planten in een of meer opzichten meer geavanceerd dan de Magnoliidae; stuifmeelkorrels triaperturtaat (met drie openingen) of hiervan afgeleid, zaadlobben niet meer dan twee, meeldraden niet bandvormig, gewoonlijk met duidelijke helmknop en -draad, planten produceren zelden benzylisoquinoline of aporfine alkaloïden, wel vaak andere alkaloïden, looistoffen, betalaïnes, mosterdoliën of iridoïde bestanddelen.
Bloemen gewoonlijk goed ontwikkeld en met duidelijk bloemdek, indien dit niet het geval is, gegroepeerd in tweeslachtige pseudanthia of met vele zaden op wandstandige placenta's, zelden met alle kenmerken van de Hamamelidae zoals aldaar beschreven, pollenkorrels met gevarieerde architectuurtypes, zelden echter met porie of korrelvormige infrastructuur.
Bloemen met losse bloembekleedsels, zelden zonder bloembekleedsels of vergroeidbladig, indien vergroeidbladig gewoonlijk meer meeldraden dan kroonslippen, of met bitegmische of crassinucellaire zaadknoppen, zaadknoppen zeer zelden met integumentair tapetum, vruchtbladen 1 tot vele, vrij of vaker vergroeid in een samengestelde stamper, planten vaak met looistoffen of betalaïnes of mosterdoliën.
Meeldraden indien in grote aantallen, gewoonlijk geïnitieerd in centripetale (zelden centrifugale) volgorde, bloemen zelden met pariëtale placentatie (opvallende uitzondering: vele Saxifragaceae) en ook zelden (behalve in parasitaire soorten) met vrij-centrale of basale placentatie in een samengesteld vruchtbeginsel met één zaadhok, maar zeer vaak (vooral in soorten met weinig meeldraden) met twee tot vele zaadhokken, ieder met één of twee zaadknoppen.
Bloemen losbladig, zelden zonder bloembekleedsels, zeer zelden vergroeidbladig, planten gewoonlijk met looistoffen, soms iridoïde bestanddelen, zelden met mosterdoliën en nooit betalaïnes.
De samenstelling van deze groep, volgens Cronquist (1981):
- onderklasse Rosidae
  - orde Apiales
  - orde Celastrales
  - orde Cornales
  - orde Euphorbiales
  - orde Fabales
  - orde Geraniales
  - orde Haloragales
  - orde Linales
  - orde Myrtales
  - orde Podostemales
  - orde Polygalales
  - orde Proteales
  - orde Rafflesiales
  - orde Rhamnales
  - orde Rhizophorales
  - orde Rosales
  - orde Santalales
  - orde Sapindales

In de 22ste druk van Heukels' Flora van Nederland, 1996, die Cronquist volgt (of liever een licht aangepaste versie van dit systeem) wordt deze groep in rang teruggezet, tot de superorde Rosiflorae.
De 23ste druk van de Heukels, 2005, gebruikt echter het APG II-systeem (of liever een licht aangepaste versie van dit systeem) en daarin bestaat deze groep niet. De planten uit deze groep worden daar (merendeels) geplaatst in de Rosiden.